# سحاب عدسي

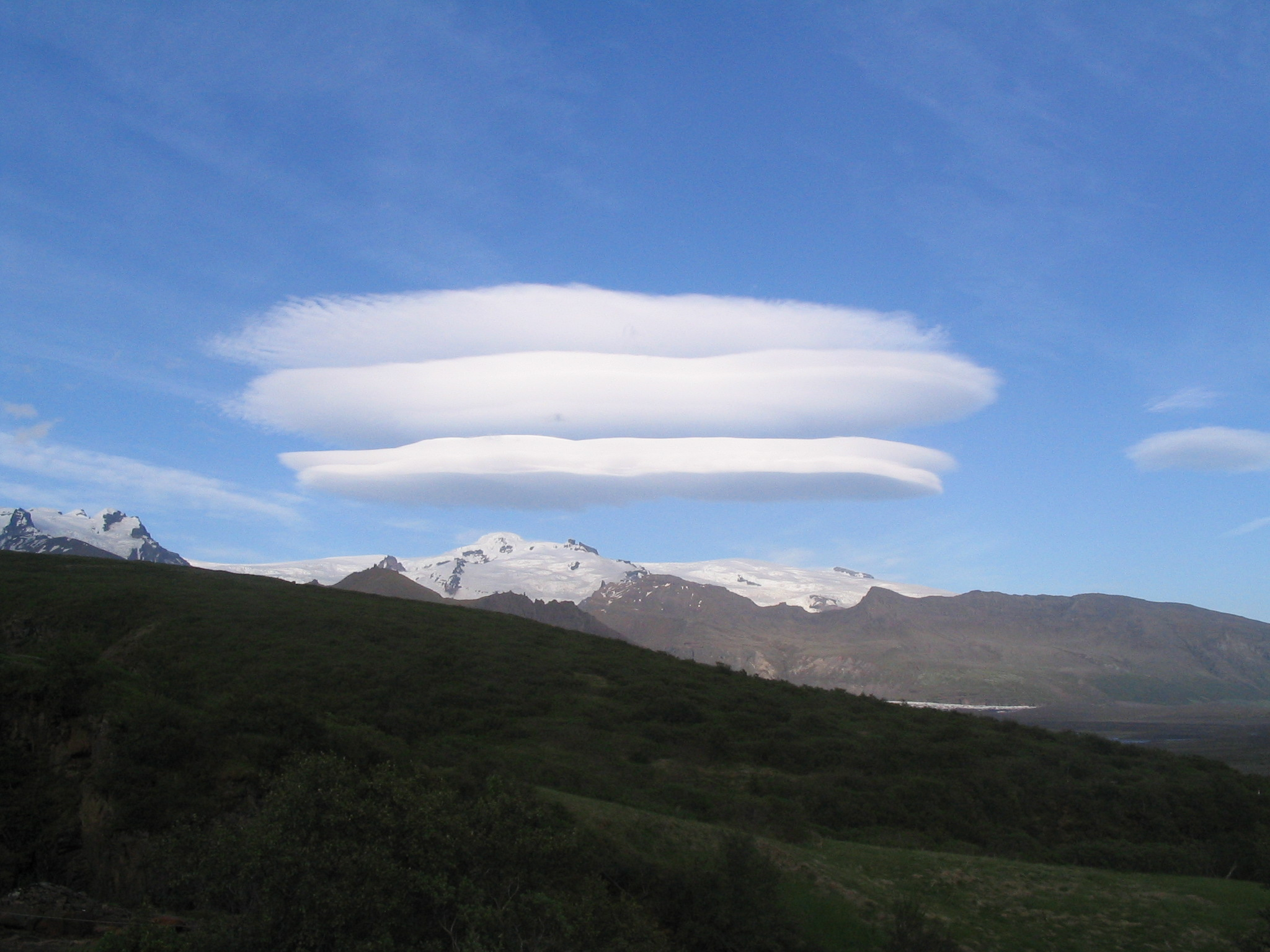
سحب عدسية.

السحب العدسية هي سحب ذات شكل عدسي أو لوزي متطاول جداً، يعود تشكلها إلى أسباب أوروغرافية (تضاريسية)، حيث تتشكل غالباً خلف ذرا الحواجز الجبلية في قمة الأمواج الحاجزية، وإن كانت تتشكل أحياناً في غير تلك المناطق، وتظهر هذه الغيوم فقط في غيوم السمحاق الركامي، والركام المتوسط، والركام الطبقي.

## طالع ايضاً
- سحابة سندانية